# 에설 케인
에설 케인(Ethel Cain, 1998년 3월 24일 ~ )은 미국의 싱어송라이터이며, 트랜스여성이다.

## 음반 목록

### 정규 음반
- Preacher's Daughter (2022)

### EP
- Carpet Bed (2019)
- Golden Age (2019)
- Inbred (2021)